# Obergrainau
Obergrainau ist ein Gemeindeteil der Gemeinde Grainau im oberbayerischen Landkreis Garmisch-Partenkirchen.

## Zugspitzbahn
In dem Pfarrdorf Obergrainau befindet sich der Bahnhof Grainau der Bayerischen Zugspitzbahn.

## Geschichte
Die damalige Gemeinde Obergrainau ging im Jahr 1937 in der Gemeindeneugründung Grainau auf, die aus den Gemeinden Obergrainau und Untergrainau gebildet wurde.
Die Gemeinde Obergrainau bestand 1925 aus den Orten Eibsee, Hammersbach, Obergrainau und Schmölz, hatte eine Fläche von 3381 Hektar und 651 Einwohner.